# Una noche en Madrid (en vivo)
Una noche en Madrid es un Álbum en vivo de Marco Antonio Solís lanzado el 10 de junio del 2008. Este álbum fue grabado en el Palacio de congresos en (Madrid, España), el 12 de octubre de 2007 y se convirtió en el top número ocho en el Billboard Top Latin Albums para Solís, empatando el récord de más álbumes número uno en la lista con Luis Miguel.

## Lista de canciones
Todas las canciones son escritas y compuestas por Marco Antonio Solís

| N.º | Título                            | Duración |  |
| 1.  | «Amor en Silencio»                | 7:02     |  |
| 2.  | «Morenita»                        | 4:00     |  |
| 3.  | «O Me Voy o Te Vas»               | 6:13     |  |
| 4.  | «Si Te Pudiera Mentir»            | 4:25     |  |
| 5.  | «Tu Cárcel»                       | 5:51     |  |
| 6.  | «Ojalá»                           | 4:17     |  |
| 7.  | «Como Tu Mujer (Con Pasión Vega)» | 5:03     |  |
| 8.  | «Antes de Que Te Vayas»           | 4:25     |  |
| 9.  | «Donde Estará Mi Primavera»       | 4:43     |  |
| 10. | «Más Que Tu Amigo»                | 4:31     |  |
| 11. | «Si No Te Hubieras Ido»           | 9:09     |  |
| 12. | «La Venia Bendita»                | 4:33     |  |

## DVD
| N.º | Título                                  | Duración |  |
| 1.  | «Amor en Silencio»                      | 6:48     |  |
| 2.  | «Morenita»                              | 4:12     |  |
| 3.  | «O Me Voy o Te Vas»                     | 5:50     |  |
| 4.  | «Si Te Pudiera Mentir»                  | 4:27     |  |
| 5.  | «Tu Cárcel»                             | 5:55     |  |
| 6.  | «Ojalá»                                 | 3:47     |  |
| 7.  | «Como Tu Mujer (duet With Pasión Vega)» | 5:36     |  |
| 8.  | «Antes de Que Te Vayas»                 | 4:14     |  |
| 9.  | «Donde Estará Mi Primavera»             | 4:43     |  |
| 10. | «Más Que Tu Amigo»                      | 4:24     |  |
| 11. | «Si No Te Hubieras Ido»                 | 9:43     |  |
| 12. | «La Venia Bendita»                      | 5:40     |  |

## Rendimiento de los gráficos
| Gráfico (2008)                       | Posición |
| ------------------------------------ | -------- |
| México AMPROFON Albums Chart         | 6        |
| Spain PROMUSICAE Albums Chart        | 96       |
| US Billboard Top Latin Albums        | 1        |
| US Billboard Regional Mexican Albums | 1        |
| US Billboard 200                     | 41       |

## Posicionamiento de gráficos
| País           | Organismo certificador | Certificación | Ventas certificadas | Ref.  |
| -------------- | ---------------------- | ------------- | ------------------- | ----- |
| México         | AMPROFON               | Platino Oro   | 80.000              | [ 4 ] |
| Estados Unidos | RIAA                   | Platino x2    | 200.000             | [ 5 ] |
| Argentina      | CAPIF                  | Oro           | 20.000              |       |